# (38268) Zenkert
(38268) Zenkert (1999 RV32) – planetoida z grupy pasa głównego asteroid okrążająca Słońce w ciągu 4,56 lat w średniej odległości 2,75 j.a. Odkryta 9 września 1999 roku.